# Allium tytthocephalum
Allium tytthocephalum är en amaryllisväxtart som beskrevs av Schult. och Julius Hermann Schultes. Allium tytthocephalum ingår i släktet lökar, och familjen amaryllisväxter. Inga underarter finns listade i Catalogue of Life.